# Dieci grandi foreste di pianura e di fondovalle
Il programma Dieci grandi foreste di pianura e di fondovalle consiste nella creazione, su terreni agricoli posti in pianura padana o nei fondovalle alpini, di una decina di grandi foreste di elevato valore naturalistico e ricreativo, sull'esempio del Parco Nord Milano. Il programma fu ideato da Paolo Lassini. Finora sono state realizzate otto foreste.

## Il programma
Fanno parte di questo progetto otto aree, per un totale di oltre 400 ettari, di cui circa 325 a bosco:
| Foresta                                                     | Superficie (in ettari)       | Comuni                                  | Ente gestore                                                                                                |
| ----------------------------------------------------------- | ---------------------------- | --------------------------------------- | --- |
| Bosco del Lusignolo                                         | 41,52 (29,98 di nuovo bosco) | San Gervasio Bresciano                  | Amministrazione comunale                                                                                    |
| Bosco dei Parchi della Golena del Po, del Po e del Morbasco | 92,59 (89,64 di nuovo bosco) | Cremona, Gerre de' Caprioli             | Consorzio Forestale Padano                                                                                  |
| Grande foresta del fondovalle Valtellinese                  | 40,50 (29,38 di nuovo bosco) | Sondrio, Caiolo, Cedrasco               | Amministrazioni comunali                                                                                    |
| Bosco Valle Grassa-Coldana-Sant'Antonio                     | 38,00 (27,00 di nuovo bosco) | Lodi                                    | Amministrazione provinciale                                                                                 |
| Bosco della Besozza                                         | 41,52 (29,98 di nuovo bosco) | Pioltello                               | Amministrazione comunale                                                                                    |
| Parco della Vettabbia                                       | 37,46 (26,25 di nuovo bosco) | Milano                                  | Amministrazione comunale                                                                                    |
| Foresta della Carpaneta                                     | 64,00 (43,00 di nuovo bosco) | San Giorgio Bigarello (fraz. Bigarello) | Ente Regionale per i Servizi all'Agricoltura e alle Foreste                                                 |
| Grande foresta fra i due fiumi                              | 53,00 (40,00 di nuovo bosco) | Travacò Siccomario                      | Associazione fra Parco Lombardo della Valle del Ticino, Amministrazione comunale e Azienda Agricola Scevola |